# Anton Kraft
Anton Kraft (* 30. Dezember 1752 in Rokycany, Westböhmen; † 28. August 1820 in Wien) war ein böhmischer Komponist und Cellist. 

## Leben
Nach einem Studium der Philosophie an der Karls-Universität in Prag nahm Anton Kraft Unterricht bei Johann Werner am Violoncello und bei Joseph Haydn in der Kompositionslehre. Er wurde im Jahre 1778 erster Cellist bei Fürst Nikolaus I. Joseph Esterházy, war 1791 bis 1796 Musiker in der Kapelle des Fürsten Grassalkovich und 1796 bis 1820 bei den Fürsten Lobkowitz. Kraft war Gründungsmitglied des Schuppanzigh-Quartetts und Begründer der Wiener Violoncelloschule. In seinem Todesjahr – 1820 – wurde er noch Lehrer am Konservatorium der Gesellschaft der Musikfreunde in Wien. Er wohnte zuletzt in der Unteren Breunerstraße Nr. 1196, wo er am 28. August 1820 „an der Entkräftung“ starb.

## Familie
Anton Kraft war der Vater des königlich württembergischen Hofmusikers Nikolaus Kraft (* 14. Dezember 1778 in Sopron, † 18. Mai 1852 in Eger) sowie von Franziska Kraft, die am 9. Mai 1803 den Komponisten und Kapellmeister Antonio Casimir Cartellieri (1772–1807) ehelichte.

## Werke
- Violoncello-Konzerte und Kammermusik für Violoncello und Bariton,

etwa: Cellosonate G-Dur op. 2 Nr. 2 (Moderato – Adagio – Rondo), Ersteinspielung 2008 durch Jens Peter Maintz und Dávid Adorján (Berlin Classics), aus „Drei große Sonaten für das Violoncell mit Begleitung eines Basses“.